# Ella-June Henrard
Ella-June Henrard (Antwerpen, 4 juni 1993) is een Vlaamse actrice.

## Levensloop
Henrard studeerde aan de toneelacademie van Maastricht. 
In 2010 debuteerde ze als Deborah met de hoofdrol in Bo van regisseur Hans Herbots, de verfilming van het populaire jeugdboek Het engelenhuis van Dirk Bracke. Nadien werd ze gevraagd voor de roadfilm Portable Life, waarin ze aan de zijde van Rutger Hauer meespeelt. In 2011 had ze een rol in de Vlaamse langspeelfilm Noordzee, Texas. Ook speelde Henrard in één aflevering van de Nederlandse misdaadserie Seinpost Den Haag een gastrol.
In april 2011 startte ze met de opnames van de fictiereeks De Vijfhoek op één. In de maand juni 2011 was ze te zien als Lotte in Ella, een Vlaamse telenovela van VTM. In maart 2012 startte ze met de opnames van de fictiereeks Crème de la Crème op VTM.
Henrard speelde in 2013 Moniek Verheije in de Nederlandse film Hemel op aarde van Pieter Kuijpers. Hierin spelen ook bekende Nederlandse namen, zoals Huub Stapel en Jeroen van Koningsbrugge. Ook speelde ze in 2013 in de kinderserie Galaxy Park de rol van Kat.
In 2014 speelde ze ook in de korte introductiefilm voor Tomorrowland. In 2015 speelde ze in de film Boy 7 als Lara en als Mary Stuart in de film Michiel de Ruyter.
In 2017 speelt ze ook mee in de absurde comedyreeks Generatie B, ze speelt er de rol van Lisa. In die reeks doen onder andere Eva Binon, Jeroen Perceval en Jeroen Van der Ven mee.
Ze werd genomineerd voor het Gouden Kalf voor beste vrouwelijke bijrol in Boy 7.
Sinds 2021 speelt ze in de VTM-reeks Fair Trade.
In 2024 ging de film Neem me mee van Will Koopman in première waarin Henrard de rol van Saar speelt.

### Privé
Henrard had een tijdje een relatie met acteur Rik Verheye, die ze leerde kennen tijdens de opnames van de telenovela Ella. Het koppel liet in september 2013 weten uit elkaar te zijn. In 2019 was ze enkele maanden samen met acteur Kevin Janssens.
In 2017 meldde ze aan de preventieadviseur van de VRT een klacht over grensoverschrijdend gedrag door Bart De Pauw. Het parket stelde op eigen initiatief een strafonderzoek in, waarin Henrard zich vervolgens burgerlijke partij stelde.